# بوبي غولد
بوبي غولد (بالإنجليزية: Bobby Gould)‏ (12 يونيو 1946 بكوفنتري في المملكة المتحدة - ) هو مدرب كرة قدم ولاعب كرة قدم بريطاني في مركز الهجوم. لعب مع كوفنتري سيتي ونادي أرسنال ونادي أوليسوند ونادي بريستول سيتي ووست بروميتش ألبيون ووست هام يونايتد ووولفرهامبتون واندررز ونادي هيرفورد ونادي بريستول روفيرز.

## وصلات خارجية
- بوبي غولد على موقع قاعدة بيانات كرة القدم.إي يو (الإنجليزية)
- بوبي غولد على موقع Soccerbase.com (مدرب) (الإنجليزية)